# Aphyosemion ocellatum
Aphyosemion ocellatum és una espècie de peix de la família dels aploquílids i de l'ordre dels ciprinodontiformes.

## Morfologia
Els mascles poden assolir els 6 cm de longitud total.

## Distribució geogràfica
Es troba a Àfrica: sud-oest de Gabon i oest de la República del Congo.